# Federico Zeri
Federico Zeri (Roma, 12 agosto 1921 – Mentana, 5 ottobre 1998) è stato uno storico dell'arte e critico d'arte italiano.

## Biografia
Figlio di Agenore Zeri, docente universitario di semeiotica e patologia medica dell'Università di Roma, Federico Zeri nacque a Roma nel 1921, in una casa di via Nazionale, a pochi passi dal Quirinale. Si formò a Roma presso i Gesuiti; il padre lo avviò allo studio della botanica e della chimica, studi che Zeri abbandonò per seguire storia dell'arte con il professor Pietro Toesca, con cui si laureò nel 1944.
Nel febbraio 1944 venne arrestato dai fascisti su denuncia di una vicina di casa, che lo accusava di intrattenere rapporti di amicizia con persone notoriamente antifasciste. Condannato a morte, venne liberato grazie all'interessamento di uno sconosciuto che lo volle aiutare come gesto di gratitudine verso suo padre Agenore, da cui anni prima era stato curato gratuitamente. Nel 1946 fu nominato ispettore dei Beni culturali e delle Belle arti; due anni dopo diresse i restauri della galleria Spada a Roma. Si dimise dall'amministrazione alla fine degli anni cinquanta, avviandosi a una carriera di studioso in proprio ed esperto privato.
Dal 1952 fu consigliere del conte Vittorio Cini per l'organizzazione delle collezioni del Castello di Monselice, poi in parte confluite nella Fondazione Giorgio Cini di Venezia. Nel 1959, su incarico della principessa Elvina Pallavicini, pubblicò il catalogo dei dipinti della Galleria Pallavicini di Roma, unica collezione principesca romana non visitabile. Nel 1963 l'imprenditore Jean Paul Getty lo chiamò per la creazione del museo omonimo a Malibù. Federico Zeri, dopo aver svolto il compito, entrò a far parte del consiglio di amministrazione rimanendovi fino al 1983, quando si dimise per dissensi sull'acquisto di un kouros da lui ritenuto un falso, fatto che fu successivamente confermato.
Stimato conoscitore d'arte e specialista della pittura italiana dal XII al XV secolo, fu incaricato negli anni sessanta dal Metropolitan Museum of Art di New York e dal Walters Art Museum di Baltimora di comporre i cataloghi delle collezioni italiane. Nel 1976 uscì il catalogo dei dipinti di Baltimora, a cui seguirono nei primi anni ottanta i cataloghi del Metropolitan, relativi ai dipinti medievali e del primo Rinascimento.
Critico d'arte del quotidiano La Stampa e in trasmissioni televisive, nel 1984 fu fra i pochi ad avanzare forti dubbi sull'attribuzione ad Amedeo Modigliani delle tre sculture ritrovate a Livorno, erroneamente considerate autentiche da numerosi esperti (tra cui Giulio Carlo Argan e Cesare Brandi).
Nel 1988 pubblicò il catalogo della Collezione Morelli dell'Accademia Carrara di Bergamo. Nel 1992 fu scelto per il "premio Nobel per l'arte". Nel 1995 fu eletto all'Académie des beaux-arts dell'Institut de France di Parigi, come membro associato estero, succedendo nello scranno a Richard Nixon, morto nel 1994. Nel 1997 uscì il catalogo dei dipinti antichi della collezione Amedeo Lia della Spezia, donata dal proprietario alla stessa città e poi costituente il Museo civico Amedeo Lia. Dal 1994 al 1998 ricoprì l'incarico di vicepresidente del Consiglio Nazionale per i Beni Culturali.
Nel 1997 ha pubblicato un romanzo insieme a Carmen Iarrera intitolato Mai con i quadri (Longanesi & C.), giallo ambientato nella Roma aristocratica degli amanti dell'arte.
Il 6 febbraio 1998 presso l'Ateneo di Bologna Federico Zeri ha ricevuto dal Magnifico Rettore Fabio Roversi Monaco la laurea ad honorem in lettere moderne.
Tra i colleghi a cui Zeri mostrò stima professionale: Frederick Antal, Philip Pouncey, Denis Mahon, John Pope-Hennessy, Roberto Longhi, Pietro Toesca, Giuliano Briganti, Mina Gregori, Alvar González-Palacios. Si avvicinò a Berenson, in contrasto con Longhi, negli anni cinquanta, visitandolo più volte a Settignano.

## Critica
Anche grazie ai lunghi soggiorni nel Regno Unito e negli USA e ai numerosi scritti in inglese, è stato tra i più noti storici dell'arte italiani, in particolare per le ricostruzioni di personalità pittoriche dimenticate. Nel suo Paese invece, fu piuttosto emarginato dal mondo accademico. Numerosi i suoi articoli su riviste scientifiche, poi raccolti in cinque volumi dall'editore Allemandi nel 1988.
Tra i testi teorici, lo studio del 1955 Pittura e controriforma, che riscoprì l'arte dei pittori manieristi romani.
Raccolse nella sua villa di Mentana, appositamente costruita negli anni sessanta, una collezione di 400 epigrafi romane, una ricca biblioteca e una fototeca di 290 000 pezzi. Pochi giorni prima della morte, con testamento datato 29 settembre 1998, legò le sue collezioni e la stessa villa all'Università di Bologna (che il 6 febbraio di quell'anno lo aveva laureato honoris causa), ove è oggi attiva la Fondazione Zeri. Lasciò anche diverse opere d'arte ai Musei Vaticani, al Museo Poldi Pezzoli di Milano e all'Accademia Carrara di Bergamo.
Per la Armando Curcio Editore, Federico Zeri presentava la storia dell'arte in videocassetta. In un'intervista disse che dava sempre il lei, nei colloqui con la gente.
Colpito dalle vicende del terremoto in Marche e Umbria del 1997, partecipò a un documentario del regista Nino Criscenti, in cui rivisitava, camminando a fatica per la salute malferma, le chiese e i musei danneggiati dal sisma. Fece in tempo anche a visitare il Cenacolo di Leonardo a Milano ormai nelle ultime fasi del ventennale restauro (tenutosi dal 1977 al 1999), poco prima di morire improvvisamente per infarto nella sua casa di Mentana.

## Opere
- La Galleria Spada in Roma, Firenze, Sansoni, 1954.
- Pittura e Controriforma. L'arte senza tempo di Scipione da Gaeta, Torino, Einaudi, 1957 - II ed. 1979; Edizione aggiornata, Vicenza, Neri Pozza, 1997.
- La Galleria Pallavicini, in Roma: Catalogo dei dipinti, Firenze, Sansoni, 1959,  p. 372.
- Due dipinti, la filologia e un nome. Il Maestro delle Tavole Barberini, Collana Saggi n. 284, Torino, Einaudi, 1961. - Milano, TEA, 1995.
- Diari di lavoro I, Bergamo, Emblema Editrice, 1971. - Collana Saggi n. 654, Torino, Einaudi, 1983.
- Diari di lavoro 2, Collana Saggi n. 572, Torino, Einaudi, 1976.
- Mai di traverso. Storie e ricordi di quadri, di libri, di persone, Collana Il Cammeo, Milano, Longanesi, 1982, ISBN 978-88-3040-193-8.
- L'inchiostro variopinto. Cronache e commenti dai falsi Modigliani al falso Guidoriccio, Collana Il Cammeo, Milano, Longanesi, 1985.
- (EN) F. Zeri-Elisabeth E. Gardner, Italian, Painting. A catalogue of the Collection of the Metropolitan Museum of Art. North Italian School, Vicenza, Neri Pozza, 1986.
- Dietro l'immagine. Conversazioni sull'arte di leggere l'arte, a cura di Ludovica Ripa di Meana, Milano, Longanesi, 1987. - Vicenza, Neri Pozza, 1999; Edizione illustrata, Milano, Longanesi, 2007, ISBN 978-88-3040-771-8.
- La raccolta Morelli nell'Accademia Carrara, Silvana Editoriale, 1987, ISBN 978-88-3660-189-9.
- La collezione Federico Mason Perkins, Torino, Umberto Allemandi, 1988.
- La percezione visiva dell'Italia e degli italiani, Collana Saggi, Torino, Einaudi, 1989, ISBN 978-88-0611-631-6.
- F. Zeri-Roberto D'Agostino, Sbucciando Piselli, Milano, Mondadori, 1990.
- Orto aperto, Collana I Marmi, Milano, Longanesi, 1990, ISBN 978-88-3040-978-1.
- I francobolli italiani. Grafica e ideologia dalle origini al 1948, Milano, Il Nuovo Melangolo, 1993, ISBN 978-88-7018-213-2. - Milano, Skira, 2006, ISBN 978-88-7624-518-3.
- Il cannocchiale del critico, Milano, TEA, 1993, ISBN 978-88-7819-299-7. - Vicenza, Neri Pozza, 1999, ISBN 978-88-7305-707-9.[antologia di scritti tratti da Mai di traverso e L'inchiostro variopinto]
- F. Zeri-Mario Luzi, Firenze, Octavo, 1994, ISBN 978-88-8030-003-8.
- F. Zeri-Carlo Bertelli-John Lindsey Opie, Arte e sacralità. Salvaguardia e tutela, Semar, 1995, ISBN 978-88-7778-016-4.
- Confesso che ho sbagliato. Ricordi autobiografici, Milano, Longanesi, 1995.
- F. Zeri-Carmen Iarrera, Mai con i quadri. Romanzo, Milano, Longanesi, 1997.
- Caro Professore, Roma, Di Renzo Editore, 1998, ISBN 978-88-8323-048-6.
- Un velo di silenzio. Trenta capolavori visti da un grande storico dell'arte, a cura di Marco Dolcetta, Introduzione di Emilio Tadini, Milano, Rizzoli, 1999.
- Carmen Iarrera-F. Zeri, Uno sguardo indiscreto. Romanzo, Milano, Longanesi, 1999.
- Diario Marchigiano (1948-1988), Allemandi-Banca delle Marche, 2000.
- Le mie Natività, Novara, Interlinea, 2000, ISBN 978-88-8212-252-2.
- (EN) European Paintings: Catalogue of the Collection, coll. Ksenija Rozman, Ljubljana, 2000.
- La memoria e lo sguardo. I quadri, i luoghi, gli amici, gli incontri, le passioni, a cura di Marco Bona Castellotti, Collana Il Cammeo, Milano, Longanesi, 2001.
- Il conoscitore d'arte, Annali, Associazione Nomentana di Storia e Archeologia Onlus, 2004.
- L'Arco di Costantino. Divagazioni sull'antico, Milano-Ginevra, Skira, 2004, ISBN 978-88-8491-488-0.
- Abecedario pittorico, a cura di Marco Carminati, Longanesi, Milano, 2007, ISBN 978-88-3042-356-5.
- Dietro l'immagine. Opere d'arte e di fotografia, A cura di Anna Ottani Cavina, Torino, Umberto Allemandi, 2009, ISBN 978-88-422-1784-8.
- Cos'è un falso. E altre conversazioni sull'arte, a cura di Marco Bona Castellotti, Milano, Longanesi, 2011.

### Raccolte degli scritti 1948-1998
- Giorno per giorno nella pittura. Scritti sull'arte dell'Italia Settentrionale dal Trecento al primo Cinquecento, Torino, Umberto Allemandi, 1988.
- Giorno per giorno nella pittura. Scritti sull'arte toscana dal Trecento al primo Cinquecento, Torino, Umberto Allemandi, 1991.
- La Toscana di Zeri. Scritti scelti di Federico Zeri sull'arte toscana, Torino, Artclub-Umberto Allemandi, 1991.
- Giorno per giorno nella pittura. Scritti sull'arte dell'Italia Centrale e Meridionale dal Trecento al primo Cinquecento, Torino, Umberto Allemandi, 1992.
- Giorno per giorno nella pittura. Scritti sull'arte italiana del Cinquecento, Torino, Umberto Allemandi, 1994.
- Giorno per giorno nella pittura. Scritti sull'arte dell'Italia del Sei e Settecento. Recensioni e altri saggi, Torino, Umberto Allemandi, 1998.

### Interviste
- Marco Bona Castellotti, Conversazioni con Federico Zeri, Parma, Guanda, 1988, ISBN 978-88-7746-352-4.
- La costellazione del falso. Conversazioni a cura di Marco Dolcetta, Milano, Rizzoli, 2000, ISBN 978-88-1786-604-0.

### Curatele
- Storia dell'arte italiana. Volume II, Collana Grandi Opere, Torino, Einaudi, 1983.
- La Pittura in Italia. Il Quattrocento, 2 voll., Milano, Electa, 1986.
- Pinacoteca di Brera. Scuola emiliana, Milano, Electa, 1991.
- Museo regionale di Messina, con Francesca Campagna Cicala, Novecento, 1995.
- Pinacoteca di Brera. Addenda e apparati generali, Milano, Mondadori Electa, 1997.
- La Spezia Museo civico Amedeo Lia. Dipinti, con Andrea De Marchi, Silvana Editoriale, 1997.

### Epistolari
- Lettere alla casa editrice, a cura di Anna Ottani Cavina, Torino, Einaudi, 2010, ISBN 978-88-0620-351-1.
- Federico Zeri e Roberto Longhi, Lettere (1946-1965), a cura di Mauro Natale, Collana Federico Zeri. Scritti e corrispondenze, Cinisello Balsamo, Silvana Editoriale, 2021, ISBN 978-88-366-4982-2.